# 인디언자리

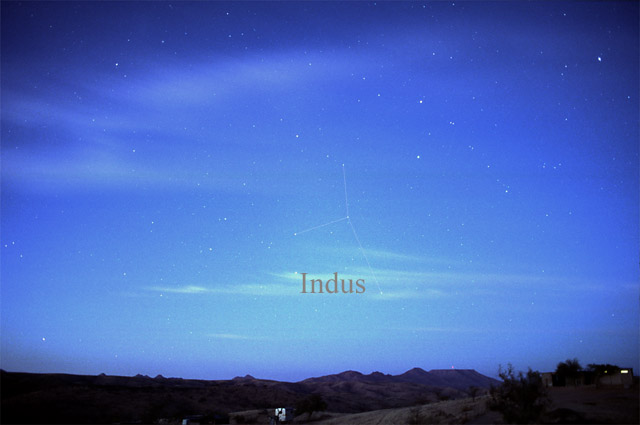

인디언자리(Indus [ˈɪndəs])는 남쪽 하늘의 별자리로, 16세기 유럽의 탐험가들이 방문한 신대륙의 원주민을 나타낸 것이다.
이 별자리는 대한민국에서는 볼 수 없다.

## 특징
딱히 밝은 별은 존재하지 않으며,근대에 만들어진 별자리여서 신화는 없다.위아래로 길쭉한 공간을 차지하며(약 적위-45도에서-73도)유명하거나 밝은 천체도 없다.

## 별과 천체
- 인디언자리 α (α Indi)은 3.2 등급, β별은 3.7 등급이다.
- 인디언자리 ε (ε Indi): 지구에 가까운 별 중 하나이며, 약 11.82 광년 거리에 있다.
- 인디언자리 θ 다중성이다.
- 인디언자리 T 변광성이다.
- 인디언자리 R 변광성이다.

- NGC 7090: 나선은하이다.

## 역사
인디언자리는 두 명의 모험가(Pieter Dirkszoon Keyser, Frederick de Houtman)가 1595년 ~ 1597년에 만들어낸 별자리로, 1603년 요한 바이어의 《우라노메트리아(Uranometria)》에 수록되었다.
인디언 자리는 17세기에 도입되었으므로, 관련된 신화는 없다.

## 같이 보기
- 국제천문연맹 지정 별자리